# تيري مكدونالد
تيري مكدونالد (بالإنجليزية: Terry McDonald)‏ (12 نوفمبر 1939 في المملكة المتحدة - ) هو لاعب كرة قدم بريطاني في مركز الوسط. شارك مع منتخب إنجلترا تحت 16 سنة لكرة القدم. أما مع النوادي، فقد لعب مع نادي ريدنغ ونادي ليتون أورينت ووست هام يونايتد ونادي ويمبلدون ونادي فوكستون.

## وصلات خارجية
- تيري مكدونالد على موقع قاعدة بيانات كرة القدم.إي يو (الإنجليزية)